# Надира

Современный портрет Надиры

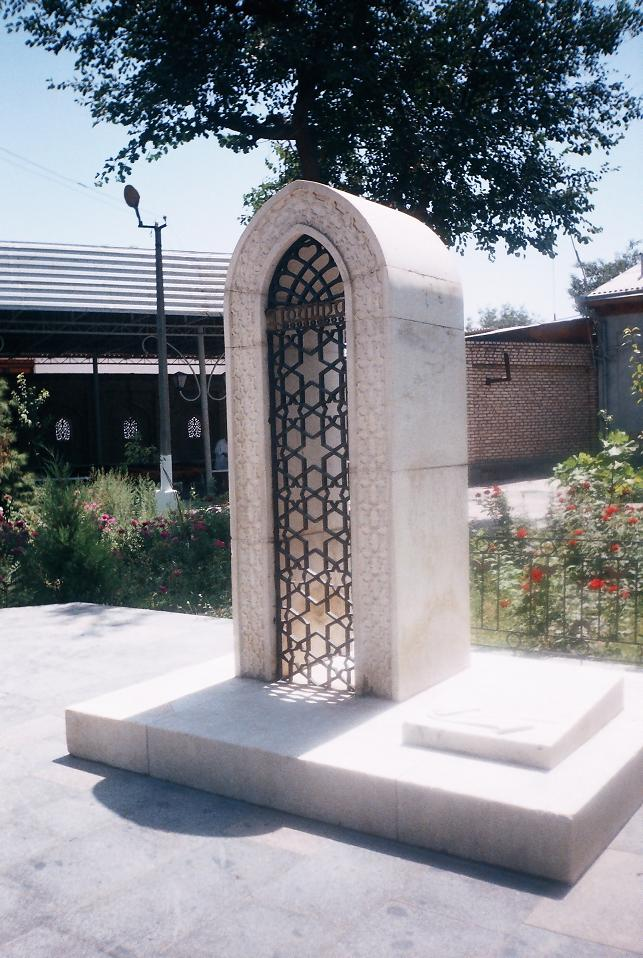
Монумент на кладбище в Коканде

Махларайим Надира (узб. Mohlaroyim Nodira / Моҳларойим Нодира; 1792, Андижан — 1842, Коканд) — узбекская поэтесса, классик кокандской (узбекской) литературы, дочь правителя Андижана, жена Умар-хана, правителя Коканда, поэта, покровителя поэтов и ученых. Наряду с Увайси и Махзуной является представительницей кокандской женской поэзии. В её честь назван кратер Надира на Венере.

## Краткая биография
Надира-хон родилась в 1792 году в семье правителя Андижана из узбекского рода минг. Её мать Айша-бегим была образованной женщиной.
В юности Надира получила прекрасное образование в области истории и литературы. Будучи женой правителя Кокандского ханства Умар-хана (Омара) она провела большую часть жизни в Коканде в придворных кругах, среди любителей и покровителей литературы. Она участвовала в поэтических состязаниях со своим мужем — поэтом, писавшим под тахаллусом Амири. В культурном строительстве Умар-хан пытался подражать Тимуру и создал условия для процветания науки и литературы в Кокандe. 
У Надиры было два сына. Старший носил имя Мухаммед Алихан, а младший — Султан Махмуд-хан.
Умар-хан умер в 1822 году, когда Надире было тридцать лет. Она стала опекуном своего 12-летнего сына Мадали-хана (Мухаммеда Алихана), вступившего на престол. В 1821 году Умар-хан умер и на престол вступил его 12-летний сын Мадали-хан (Мухаммед-Али).  Ханство подчинило себе население современных территорий Северной Киргизии и Южного Казахстана. Для обеспечения контроля над этими землями в 1825 году были основаны крепости Пишпек и Токмак. В 1834 году кокандские войска покорили Каратегин, Куляб, Дарваз (бекство). В 1826-1829 годах было организовано несколько походов на Кашгар..

## Творчество
В своем творчестве Надира во многом опиралась на наследие основоположника узбекской литературы Алишера Навои. Его поэзия оказала наибольшее влияние на творчество узбекской поэтессы.
Надира создавала стихи как на узбекском, так и на персидском языках. У поэтессы было три псевдонима, которыми она подписывала свои стихи: Надира, Камила, Макнуна. В её рукописных диванах встречаются различные жанры лирики — газели, мухаммасы, мусаддасы, мусамманы, тарджибанды и другие. По произведениям Надиры можно узнать, что, кроме родного узбекского языка, она знала арабский, турецкий, азербайджанский и персидский языки.
Надира писала: «Человек без любви — не человек, // Если ты человек — предпочти любовь».
Основные произведения Надиры получили широкую известность в народе и включались во многие сборники XIX—XX веков.

## Покровительство науке и культуре
На средства Надиры были построены медресе, бани, торговые ряды и другие общественные здания.
В 1824—1825 гг. Надира построила два медресе — у большого кладбища (медресе Чалпак) и у кузнечного ряда (медресе Махлар-айим), один сиротский дом и приют для странников.  Поэт Мушриф сообщает о пище и одежде, которыми снабжались учащиеся медресе Махлар ойим. В медресе были собраны различные книги и рукописи и вокруг находились переданные в вакуф дома, сады, караван-сараи, торговые и ремесленные ряды, базары, гостиницы, бани и т. д.

## Смерть
В 1842 году Мадали-хан, Султан-Махмуд-хан и их мать Надира-бегим были казнены по приказу бухарского эмира Насруллы. Эта казнь осуждается во всех источниках кокандской историографии, а также в поэтических произведениях.

## Память
В 1958 году А. Каюмовым впервые был издан сборник узбекских стихотворений Надиры.
В 1961 г. М. Кадырова защитила кандидатскую диссертацию на тему: «Нодира хаёти ва ижоди» (Жизнь и творчество Надиры).
Указом Президиума Верховного Совета Узбекской ССР от 25 мая 1967 г. прах Надиры был перенесен из усыпальницы Модарихон на новое место и воздвигнут памятник, который сооружен по проекту архитектора Р. Ахмедова.